# Free Air Carbon Dioxide Enrichment

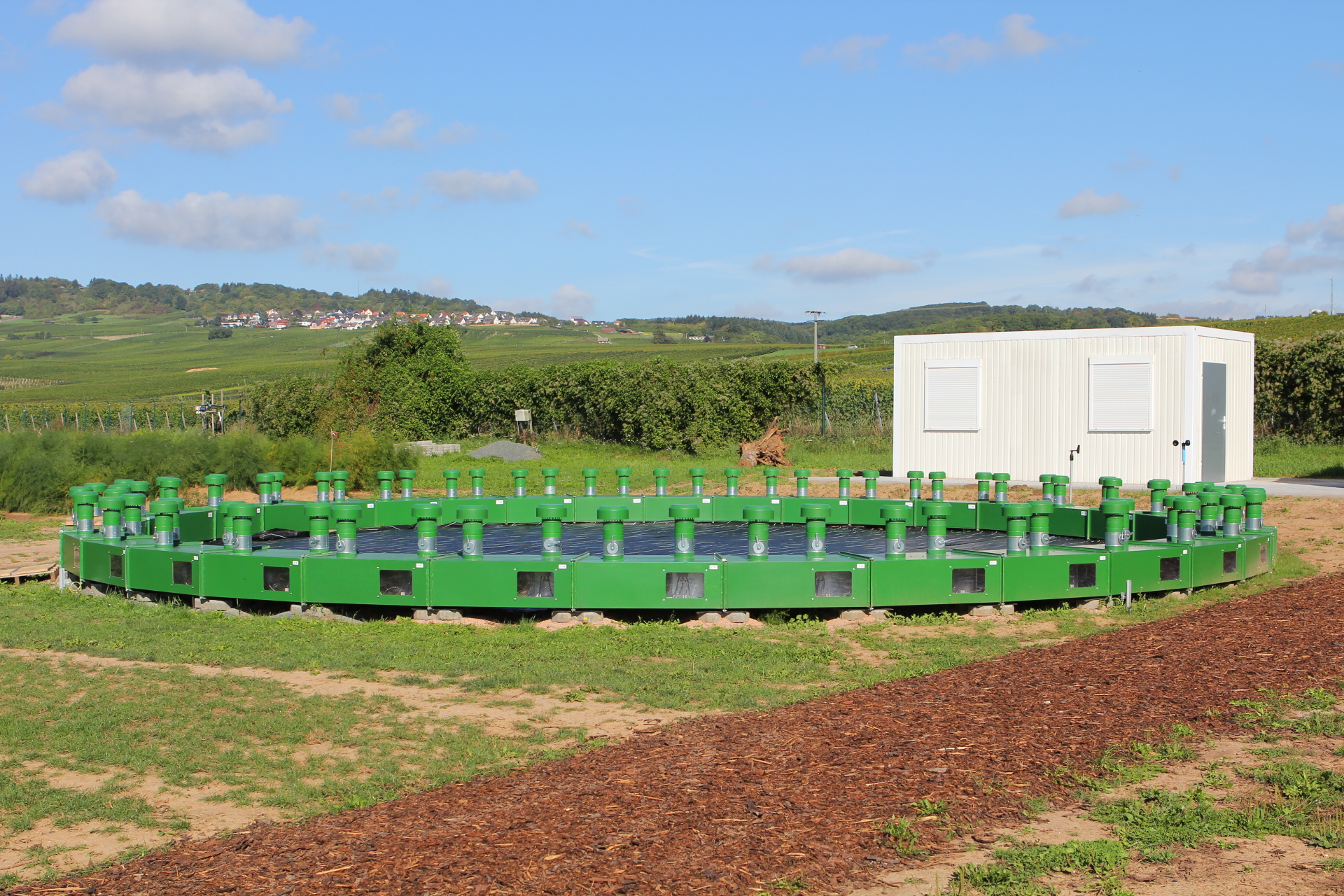
FACE-Anlage für Sonderkulturen an der Hochschule Geisenheim. FACE-Ring ohne Bestückung

Free Air Carbon Dioxide Enrichment oder kurz FACE ist eine technische Versuchsanordnung, die es ermöglicht, höhere Konzentration von Kohlenstoffdioxid in der Erdatmosphäre im Freiland zu simulieren und ihren Einfluss auf Pflanzen und Ökosysteme zu untersuchen. Bis 2006 gab es 32 FACE-Anlagen weltweit, die sich zu gleichen Teilen auf natürliche und künstliche Ökosysteme verteilten.

## Technik

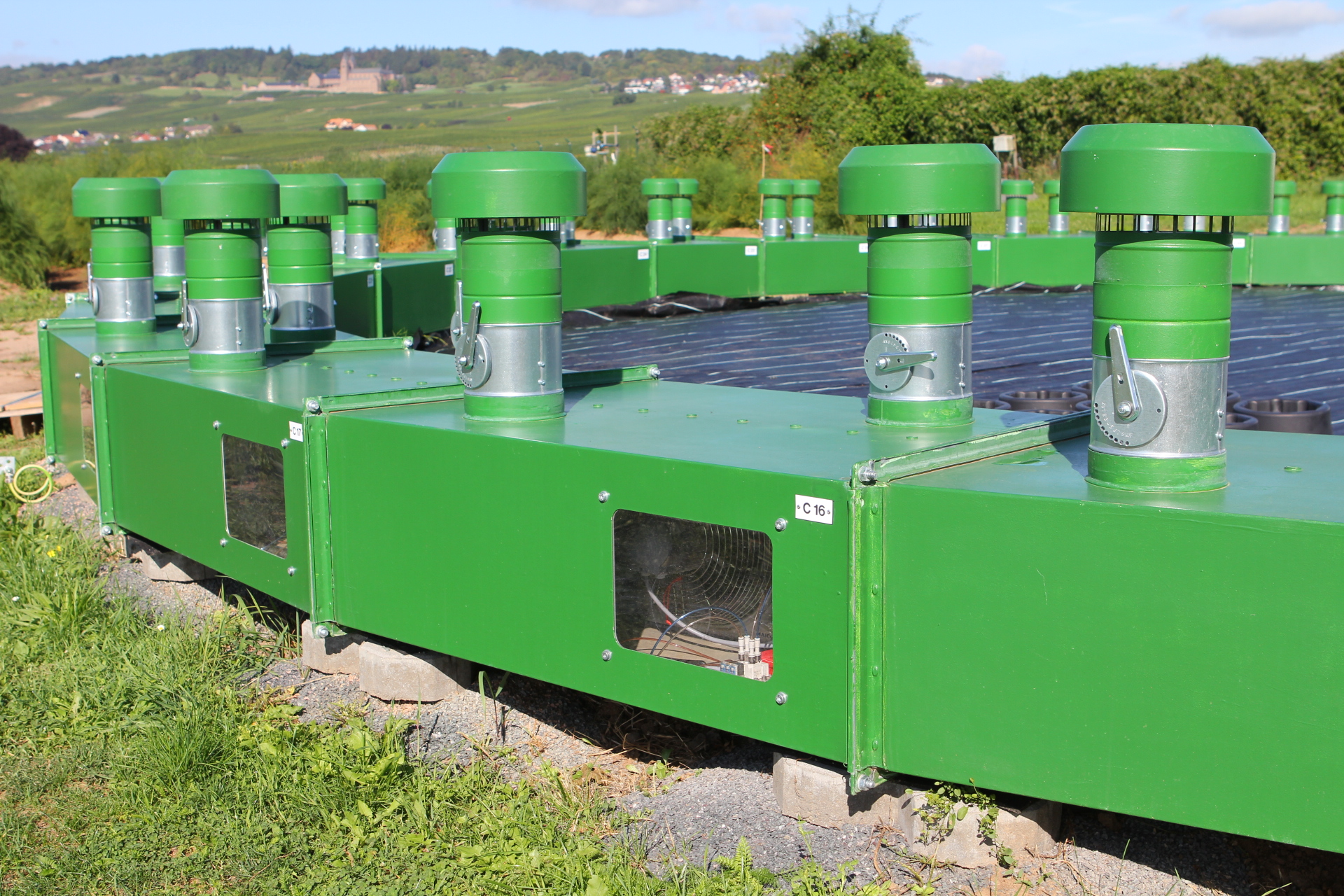
FACE-Anlage für Sonderkulturen an der Hochschule Geisenheim. Detail der CO_{2}-Zuführungsstutzen an den einzelnen Kreissegmenten

Die meisten FACE-Anlagen beruhen auf einer am Brookhaven National Laboratory (BNL) entwickelten Technik: Auf den Probeflächen werden in ringförmiger Anordnung senkrecht stehende Rohre mit Düsen angebracht, aus denen Kohlenstoffdioxid abgegeben werden kann. Diese Vorrichtungen sind kleine Kunststoffrohre bis höhere Türme, da sie stets um einiges höher als die Vegetation sind. Sie nehmen wenig Raum ein, sodass das Mikroklima (Wind, Sonnenstrahlung, Verdunstung) nicht beeinflusst wird. Aus den Röhren wird je nach Windrichtung und -stärke Kohlenstoffdioxid geblasen. Innerhalb der Versuchsfläche ergibt sich so eine vordefinierte Kohlenstoffdioxidkonzentration. Dies kann ein Fixbetrag über der Normalkonzentration (meist + 200 ppm) sein, meist ist es jedoch ein festgelegter Wert, der je nach Versuch zwischen 475 und 660 ppm liegt. Dies sind Werte, die zum Beispiel am Ende des Karbonzeitalters vor rund 300 Millionen Jahren herrschten und nach einigen Berechnungen auch für Ende des 21. Jahrhunderts erwartet werden. Die Versuchsflächen haben einen Durchmesser von 1 bis 30 Meter, meist jedoch über 10 m. Bei einigen Anlagen wird als weitere Komponente die Ozonkonzentration erhöht. 
Der Vorteil der FACE-Anlagen im Vergleich zur älteren Technik der Open Top-Chambers (CO2 in Kunststoffbehältern) liegt darin, dass sie das Mikroklima nicht verändern, das durch OTCs massiv beeinflusst wird (höhere Temperatur, weniger Wind, allgemein weniger Stress für die Pflanzen). 
Technische Nachteile des FACE-Systems sind: die Erhöhung der Kohlenstoffdioxid-Konzentration erfolgt schlagartig, was möglicherweise zu Verzerrungen im Vergleich zu den tatsächlichen, langsamen Veränderungen in der Erdatmosphäre führt; die Kohlenstoffdioxid-Konzentration schwankt mit hoher Frequenz (Sekunden bis Minuten); die Versuchsfläche beträgt maximal 450 Quadratmeter, was etwa 100 Kiefern entspricht, für den Einfluss größerer Herbivoren oder Prädatoren jedoch zu klein ist; unter sehr stabilen und windstillen Verhältnissen verändert auch FACE das Mikroklima leicht.
Neben dem BNL-Typ gibt es einige abweichende Formen, etwa einen Ring über der Vegetationsdecke, aus dem das CO2 ausströmt, oder ein Netzwerk von schmalen Schläuchen, die innerhalb der Baumkronen verlaufen (Web-FACE).

## Ergebnisse

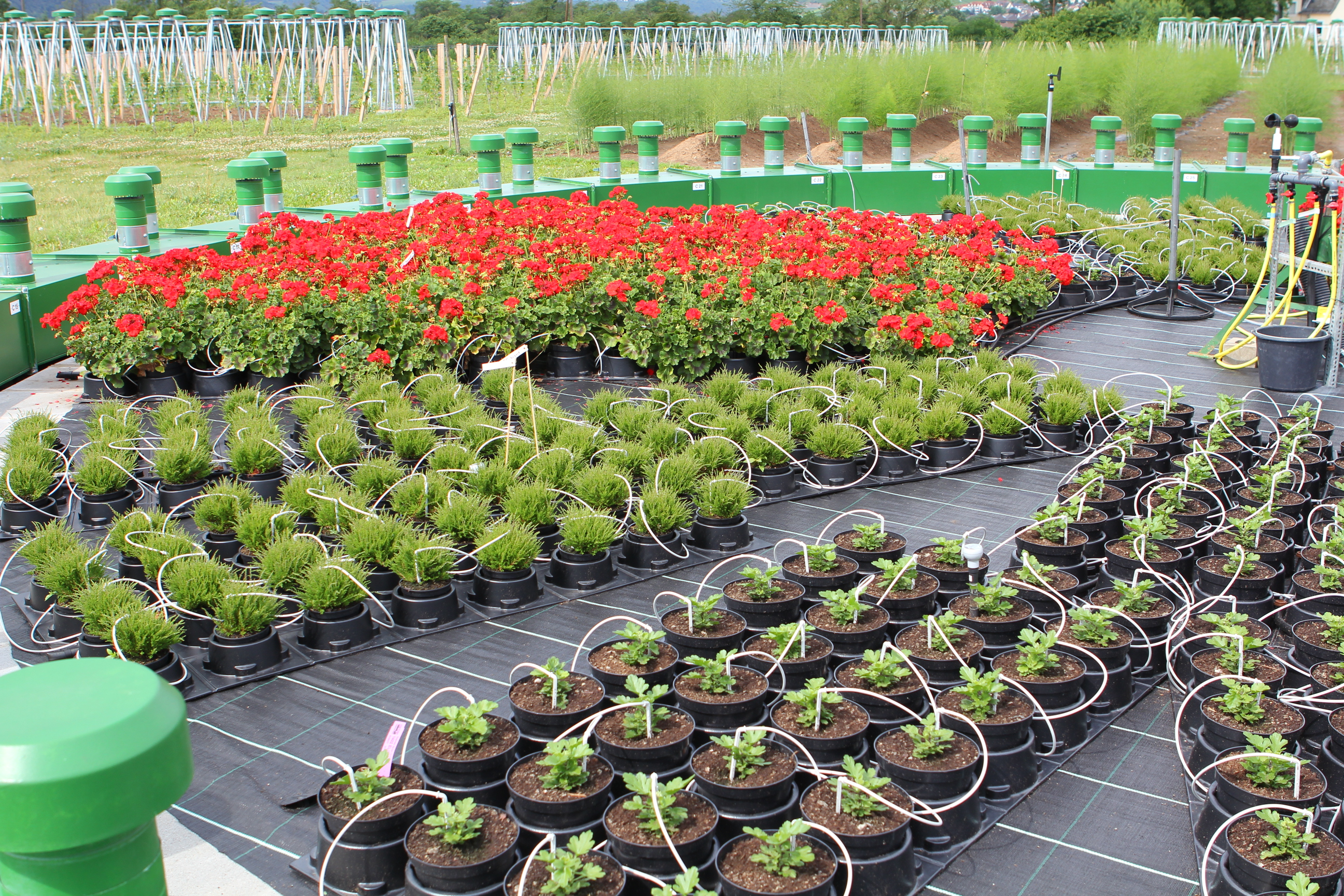
FACE-Anlage für Sonderkulturen an der Hochschule Geisenheim. FACE-Ring mit Bestückung: Pelargonium-Zonale-Hybriden, Hebe spec., Chrysanthemum spec..Im Hintergrund FACE-Anlage für Weinreben.

Das erste FACE befand sich ab 1992 in Maricopa, Arizona, wo 10 Jahre lang Baumwolle, Weizen und Sorghumhirsen angebaut wurden. Weitere Nahrungspflanzen, die in verschiedenen FACE untersucht wurden, sind Soja, Mais, Reis, Kartoffel. In der Schweiz wurde in einer Anlage der ETH Zürich 10 Jahre Wirtschafts-Grasland (Lolium perenne und Trifolium repens) begast, im später gestarteten FACE in Neuseeland wurde das Grasland mit Schafen beweidet. 
Mitte der 1990er Jahre wurden auch FACE-Anlagen für Forstplantagen errichtet, etwa für Pappeln (Italien) oder den Amerikanischen Amberbaum. Das Land Hessen förderte ein Vorhaben der Forschungsanstalt Geisenheim, jetzt Hochschule Geisenheim, bei Sonderkulturen mit einer einmaligen Anschubfinanzierung von einer Million Euro für die Jahre 2009 bis 2011.
Eine Meta-Analyse über 15 Jahre ergab einen Anstieg der Produktion von 5–7 % bei Reis und 8 % bei Weizen. In Australien wurde – je nach Pflanze – sogar eine Biomassenzunahme von 20 % bis 49 % beobachtet, allerdings spielen dabei noch viele andere Faktoren eine Rolle.

## Belege
- George R. Hendrey, Francesco Miglietta: FACE Technology: Past, Present, and Future. In: J. Nösberger, S.P. Long, R.J. Norby, M. Stitt, G.R. Hendrey, H. Blum (Hrsg.): Managed Ecosystems and CO2. Case Studies, Processes, and Perspectives. Ecological Studies, Band 187. Springer-Verlag, Berlin, Heidelberg 2006, S. 15–43. ISBN 3-540-31236-6